# City Circle tram

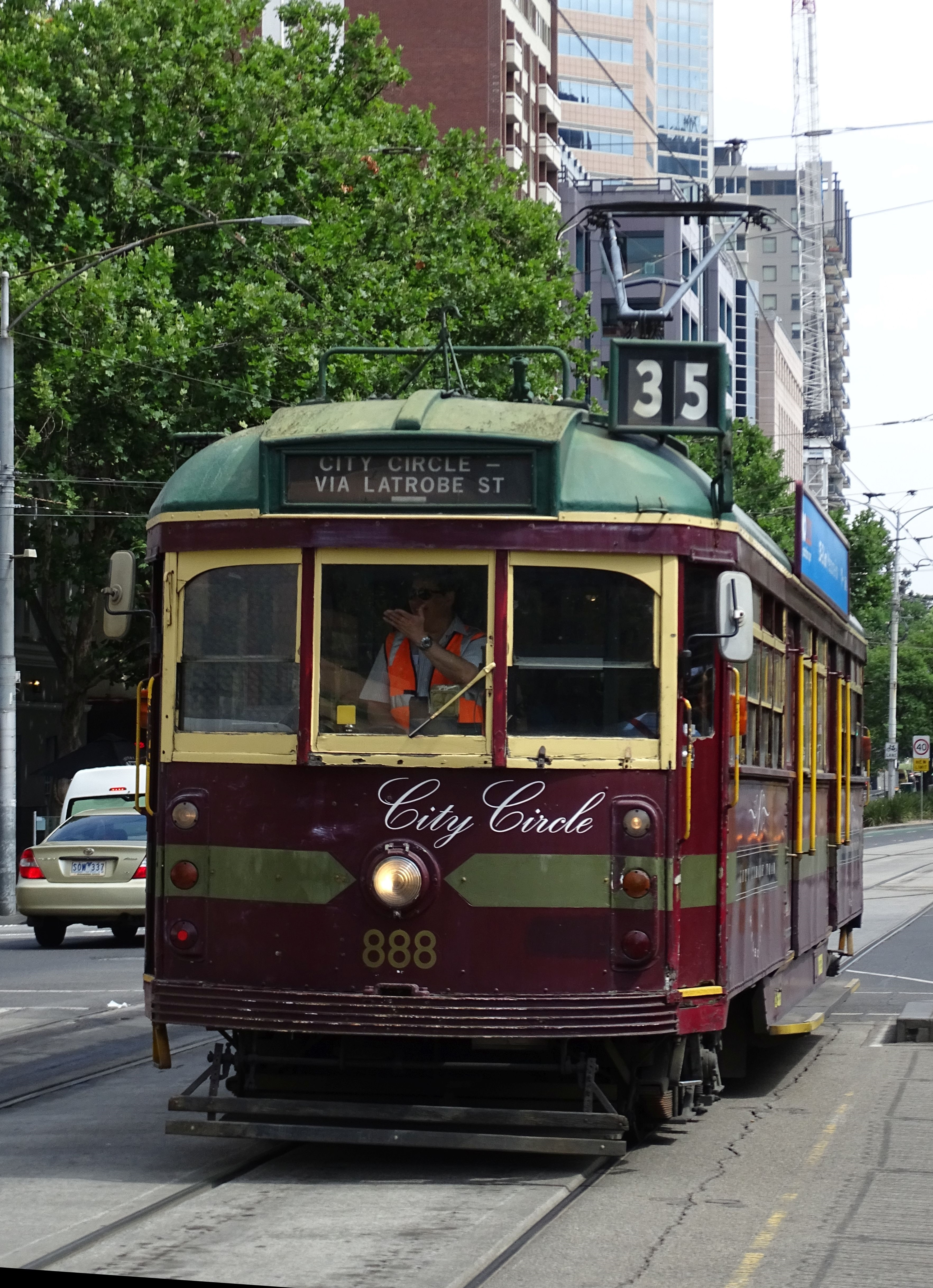
City Circle tram

Die City Circle tram, auch City Circle (tourist) tram (kurz Circle tram oder Circle line) beziehungsweise Line 35, ist eine spezielle Linie der Straßenbahn Melbourne, die das Zentrum der City von Melbourne (Australien), umrundet, den sogenannten Central Business district (CBD); die Beförderung ist kostenfrei.

## Geschichte
Die Straßenbahnlinie mit der Nummer 35 (bis Mitte 2003 Nummer 00) wurde am 28. April 1994 in Betrieb genommen. Sie verkehrt mit historischen Wagen fahrpreisfrei seit Ende April 1994, die Kosten trägt der Staat. Seit Beginn verkehren auf der Strecke historische Wagen aus der Reihe der „W class trams“, gebaut zwischen 1923 und 1956. Die damalige Route war kürzer als heute: bis 2003 endete sie im Westen in der Spencer Street, wurde dann aber bis nach Docklands erweitert und verlief durch die Harbour Esplanade; gleichzeitig wurde an der nordwestlichen Kurve ein Abstecher über die Docklands Drive zu Waterfront City angelegt.

## Trasse

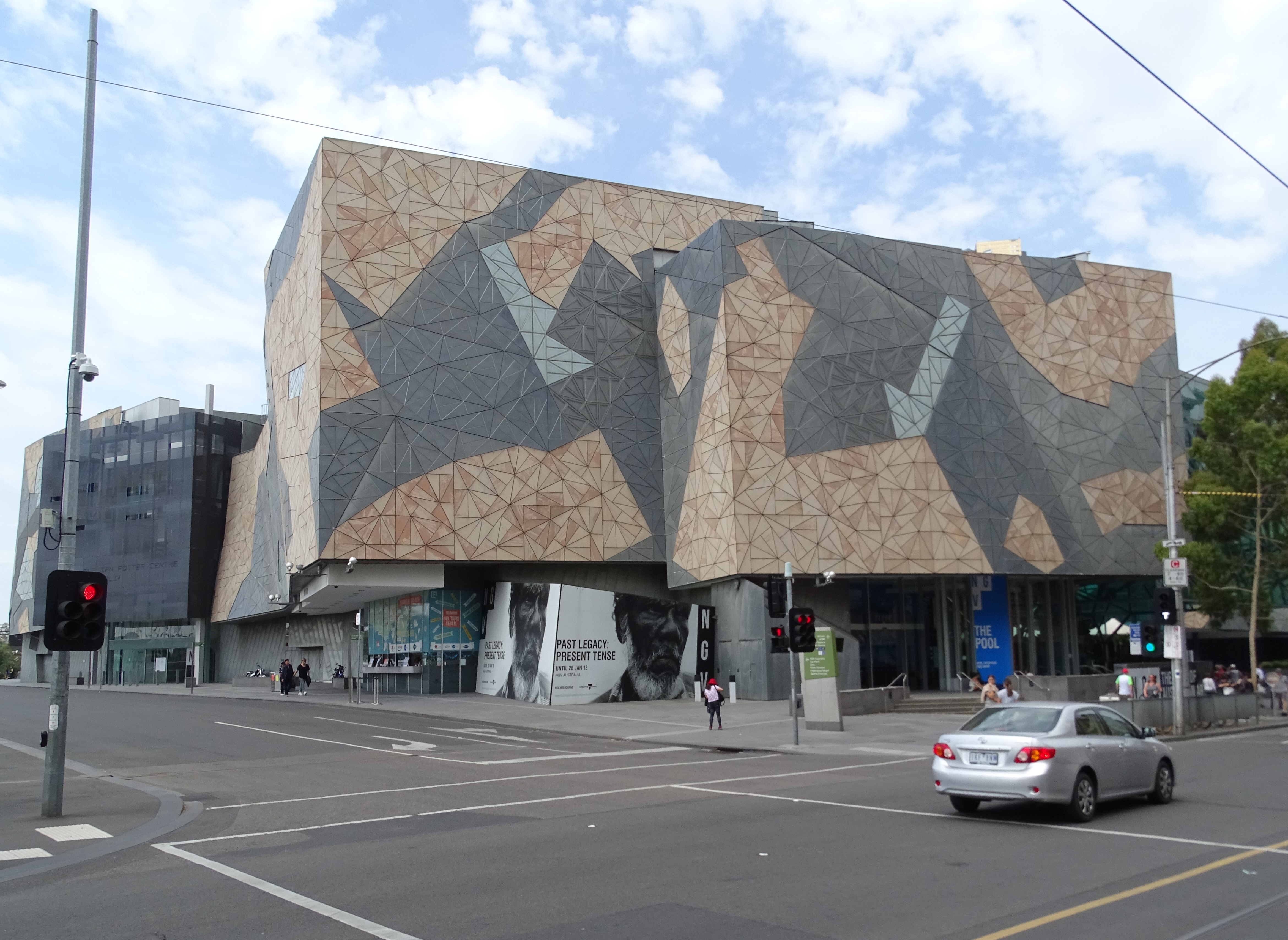
Ian Potter Centre und Australian Centre for the Moving Image, beide Federation Sq.

Die Route der City Circle Line beschreibt seit 2003 ein Rechteck von etwa 2000 mal 750 Metern, dafür wurde die westliche Begrenzung von der Spencer Street zum Hafen verlegt. Dieses Gebiet ist im Süden durch die Flinders Street begrenzt (die am Ufer des Yarra-Flusses verläuft), im Osten durch die Spring Street (mit dem Parlamentsgebäude). Im Norden verläuft die La Trobe Street (die recht nah an Chinatown Melbourne herankommt) und im Westen die Harbour Esplanade am Victoria-Hafen und dem sog. Docklands-Viertel; von der nordwestlichen Kurve, etwa von dem Etihad-Stadion, führt eine knapp 500 Meter lange Strecke zu Waterfront City. Die Linie verkehrt in beiden Richtungen in Abständen von etwa zwölf Minuten an nahezu allen Tagen des Jahres, die Fahrt dauert etwa eine Stunde. Man kann an den insgesamt 28 Haltestellen jederzeit beliebig aus- wie auch zusteigen.
Das Rechteck, auf dem die Linie 35 verkehrt, umfasst außer Bürohäusern mehrere Shopping-Meilen sowie unzählige Restaurants, Bars und Hotels. Von besonderem Interesse für Melbournes Besucher sind etliche Sehenswürdigkeiten, welche mit der City Tram bequem erreicht werden können: Das Parlamentshaus und die St. Patrick’s Cathedral, das Museum Old Melbourne Gaol und die Staatsbibliothek von Victoria (mit Chinatown, nur unwesentlich entfernt), Etihad Stadium (außer Sportereignissen auch Konzerte), Victoria Harbour mit Waterfront City und Docklands, Ufer am Yarra River, Aquarium von Melbourne, Flinders Street Station, St. Paul’s Cathedral, Federation Square mit Ian Potter Centre, Australian Centre for the Moving Image (ACMI) und (über eine Brücke erreichbar) Southbank Promenade sowie Eureka Skydeck.

## Free Tram Zone
Das Konzept des kostenfreien öffentlichen Verkehrs in Melbournes Innenstadt betrifft nicht nur die City Circle Tram. Am 1. Januar 2015 wurde das Gebiet der Linie 35 (Spring Street, Flinders Street, Harbour Promenade und La Trobe Street) als „Free Tram Zone“ (freie Straßenbahn-Zone) deklariert und die kostenfreie Beförderung auf weitere Straßenbahnlinien dieses Gebietes erweitert. Dazu gehören nahe Straßenzüge, die den Queen Victoria Markt durchqueren.